# Педуель
Педуель (івр. פְּדוּאֵל) — ізраїльське поселення на Західному березі. Розташоване близько 25 км на схід від Тель-Авіва і прилегле до поселень Алей Загав, Бейт-Ар'є-Офарім і Брухін. Поселення організоване як общинне поселення і підпадає під юрисдикцію Шомронської регіональної ради. У 2019 році в ньому проживало 2 010 осіб. На півдні проходить потік Шіло, а на півночі та заході з ним межує природний заповідник.
Міжнародне співтовариство вважає ізраїльські поселення на Західному березі незаконними згідно з міжнародним правом, але уряд Ізраїлю заперечує це.

## Історія
Засноване у 1984 році на державних землях групою ортодоксальних євреїв-ізраїльтян з Єшиват Гар-Еціон в Алон Швут за допомогою руху «Амана», ішув зараз є домом для близько 200 сімей. Назва міста є символічною і походить з Біблії: «І Господні вику́пленні ве́рнуться та до Сіону зо співом уві́йдуть, і радість дові́чна на їхній голові! Веселість та радість ося́гнуть вони, а журба та зідха́ння втечуть!» (Іс. 35:10) та «Отак визволе́нці Господні пове́рнуться та до Сіону зо співом уві́йдуть, — і на їхній голові буде радість відвічна, веселість та втіху ося́гнуть вони, а журба та зідха́ння втечуть!» (Іс. 51.11). Слово «викуплений» на івриті — «педуй», а «педу-ель» означає «викуплений Богом».
Педуель заснований на землі, яку Ізраїль експропріював у палестинських міст Дейр-Баллут і Кафр ад-Дік.

## Освіта
На території населеного пункту розташовано багато закладів: ясла, три дитячих садка, початкова школа, талмуд-тора, об'єднана доармійська та хесдер Ерец Хацві єшива.

## Виноски
1. ↑  https://www.cbs.gov.il/he/publications/doclib/2019/ishuvim/bycode2021.xlsx — Центральне статистичне бюро Ізраїлю.
2. ↑  The Geneva Convention. BBC News. 10 грудня 2009. Архів оригіналу за 12 травня 2019. Процитовано 27 листопада 2010.
3. ↑  Deir Ballut Town Profile [Архівовано 21 грудня 2016 у Wayback Machine.], ARIJ, p. 16
4. ↑  Kafr ad Dik Town Profile [Архівовано 4 березня 2016 у Wayback Machine.], ARIJ, p. 17